# Demonax formosomontanus
Demonax formosomontanus är en skalbaggsart som beskrevs av Ikeda och Tatsuya Niisato 1984. Demonax formosomontanus ingår i släktet Demonax och familjen långhorningar.
Artens utbredningsområde är Taiwan. Inga underarter finns listade i Catalogue of Life.